# Merve Nur Eroğlu
Merve Nur Eroğlu, née le 25 mars 1993 à Bolu, est une archère paralympique turque qui concourt dans l'épreuve du tir à l'arc en arc recourbé féminin. Elle a participé aux Jeux paralympiques d'été de 2016.

## Carrière sportive
Eroğlu a commencé l'archerie après avoir terminé ses études secondaires en 2011. Elle s'entraîne dans la salle de sport de la police de Bolu. Elle est coachée par Ahmet Soner Mersinli.
Elle a participé au Qualificatif européen de 2016 à Saint-Jean-de-Monts, et a obtenu une place pour les Jeux paralympiques d'été de 2016 à Rio de Janeiro,,.
En 2021, elle a remporté la médaille de bronze en individuel et la médaille d'argent en épreuve par équipes mixtes avec son coéquipier Sadık Savaş lors du 7e Tournoi de classement mondial de tir à l'arc paralympique, qui s'est tenu à Dubaï,.